# دانیلا کوستیان
دانیلا کوستیان (انگلیسی: Daniela Costian؛ زادهٔ ۳۰ آوریل ۱۹۶۵ ‏(۵۹ سال)) ورزشکار دو و میدانی اهل استرالیا است.
وی در مسابقات کشوری و بین‌المللی در مجموع برندهٔ ۱ مدال طلا، ۱ مدال نقره، ۱ مدال برنز شده است.